# Pécs
Pécs (pronunciado /ˈpeːt͡ʃ/ (escucharⓘ)) es una de las cinco ciudades más grandes de Hungría. Se encuentra emplazada en los montes Mecsek. Con una población de 156 801 habitantes, según el censo de 2012. Pécs es el centro administrativo y económico del condado de Baranya. Colonizada por el Imperio romano, recibió en aquella época el nombre de Sopianae. Tiene los mejores ejemplos en Hungría de arte otomano, construidos durante la ocupación turca (1543-1686). Entre los lugares de interés turístico destacan la catedral, la mezquita de Gazi Kasim Pasha y el Museo Arqueológico.

## Nombre
El nombre de la ciudad significa «cinco iglesias» en alemán (Fünfkirchen), checo (Pětikostelí), eslovaco (Päťkostolie), latín (Quinque Ecclessiae) e italiano (Cinquechiese). La ciudad medieval fue mencionada por primera vez en 871 con el nombre Quinque Basilicae («cinco basílicas»). El nombre se debe a que, al construirse las iglesias de la ciudad, los constructores utilizaron materiales de cinco antiguas capillas cristianas.
Por otra parte, su nombre es Pečuh en croata, Pečuj o Печуј en serbio y Peçuy en turco.

## Educación

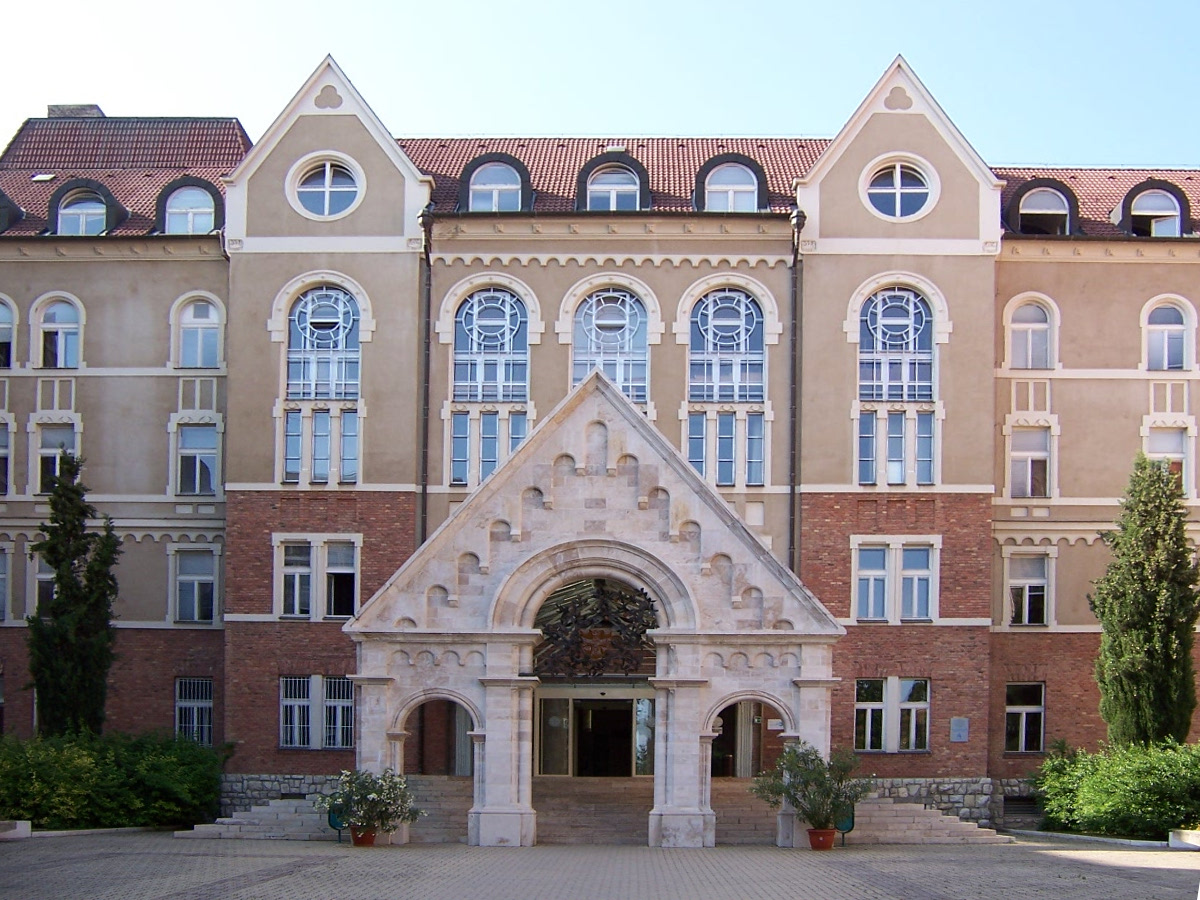
Universidad de Pécs

Pécs alberga la quinta universidad más antigua de Europa (1367), la Universidad de Pécs (PTE), pública, anteriormente conocida como Universidad Janus Pannonius por el talentoso poeta de origen croata (Janus Pannonius Vitesius, Ivan Česmički, en lengua vernácula; 1434-1472) que fue nombrado obispo de Cincoiglesias (Pécs) por el papa Pío II (Eneas Silvio Piccolomini) en 1460 y que actuó como emisario del rey Matías Corvino de Hungría.

## Clima
Pécs, al igual que todo el territorio de Hungría, tiene un clima continental húmedo con cuatro estaciones bien definidas. El verano es húmedo y ligeramente cálido, con temperaturas máximas medias de 22 a 28 °C, mientras que las mínimas medias estivales se sitúan entre 11 y 17 °C. Los inviernos son muy fríos y más secos que los veranos (si bien no existe estación seca); con unas máximas medias de -1 a 5 °C y unas mínimas medias de -6 a 0 °C, con nevadas muy frecuentes. Las primaveras y los otoños son fríos; aunque durante los meses de mayo y octubre las temperaturas son suaves.
| Parámetros climáticos promedio de Pécs | Parámetros climáticos promedio de Pécs | Parámetros climáticos promedio de Pécs | Parámetros climáticos promedio de Pécs | Parámetros climáticos promedio de Pécs | Parámetros climáticos promedio de Pécs | Parámetros climáticos promedio de Pécs | Parámetros climáticos promedio de Pécs | Parámetros climáticos promedio de Pécs | Parámetros climáticos promedio de Pécs | Parámetros climáticos promedio de Pécs | Parámetros climáticos promedio de Pécs | Parámetros climáticos promedio de Pécs | Parámetros climáticos promedio de Pécs |
| Mes                                    | Ene.                                   | Feb.                                   | Mar.                                   | Abr.                                   | May.                                   | Jun.                                   | Jul.                                   | Ago.                                   | Sep.                                   | Oct.                                   | Nov.                                   | Dic.                                   | Anual                                  |
| -------------------------------------- | -------------------------------------- | -------------------------------------- | -------------------------------------- | -------------------------------------- | -------------------------------------- | -------------------------------------- | -------------------------------------- | -------------------------------------- | -------------------------------------- | -------------------------------------- | -------------------------------------- | -------------------------------------- | -------------------------------------- |
| Temp. máx. abs. (°C)                   | 17.0                                   | 21.8                                   | 23.4                                   | 29.3                                   | 32.3                                   | 36.7                                   | 38.6                                   | 38.2                                   | 34.3                                   | 29.9                                   | 21.9                                   | 19.5                                   | 38.6                                   |
| Temp. máx. media (°C)                  | 1.6                                    | 4.8                                    | 10.3                                   | 16.0                                   | 20.9                                   | 24.0                                   | 26.3                                   | 25.9                                   | 22.3                                   | 16.6                                   | 8.8                                    | 3.4                                    | 15.1                                   |
| Temp. media (°C)                       | -1.4                                   | 1.3                                    | 5.6                                    | 10.7                                   | 15.5                                   | 18.6                                   | 20.5                                   | 20.1                                   | 16.6                                   | 11.3                                   | 5.1                                    | 0.6                                    | 10.4                                   |
| Temp. mín. media (°C)                  | -4.0                                   | -1.7                                   | 1.6                                    | 6.0                                    | 10.5                                   | 13.6                                   | 15.0                                   | 14.7                                   | 11.7                                   | 7.0                                    | 2.2                                    | -1.7                                   | 6.2                                    |
| Temp. mín. abs. (°C)                   | -19.1                                  | -20.4                                  | -16.2                                  | -5.5                                   | 1.5                                    | 3.1                                    | 6.1                                    | 7.0                                    | 1.9                                    | -7.8                                   | -13.5                                  | -22.1                                  | -22.1                                  |
| Precipitación total (mm)               | 39                                     | 32                                     | 38                                     | 55                                     | 63                                     | 84                                     | 61                                     | 63                                     | 47                                     | 37                                     | 56                                     | 44                                     | 619                                    |
| Días de precipitaciones (≥ 1.0 mm)     | 7                                      | 6                                      | 7                                      | 8                                      | 9                                      | 10                                     | 7                                      | 7                                      | 6                                      | 6                                      | 8                                      | 8                                      | 89                                     |
| Horas de sol                           | 68.2                                   | 92.4                                   | 145.7                                  | 186.0                                  | 235.6                                  | 258.0                                  | 294.5                                  | 266.6                                  | 207.0                                  | 164.3                                  | 81.0                                   | 58.9                                   | 2058.2                                 |
| Humedad relativa (%)                   | 90                                     | 85                                     | 70                                     | 65                                     | 65                                     | 70                                     | 70                                     | 70                                     | 75                                     | 80                                     | 85                                     | 90                                     | 76.3                                   |
| Fuente n.º 1: Hong Kong Observatory.   |                                        |                                        |                                        |                                        |                                        |                                        |                                        |                                        |                                        |                                        |                                        |                                        |                                        |
| Fuente n.º 2: infoclimat.fr            |                                        |                                        |                                        |                                        |                                        |                                        |                                        |                                        |                                        |                                        |                                        |                                        |                                        |

## Transportes
|  | Aeropuerto                              | Código IATA | Código OACI |
|  | --------------------------------------- | ----------- | ----------- |
|  | Aeropuerto internacional de Pécs-Pogány | QPJ         | LHPP        |

## Deportes
| Equipo          | Deporte | Competición         | Estadio                 | Creación |
| --------------- | ------- | ------------------- | ----------------------- | -------- |
| Pécsi Mecsek FC | Fútbol  | Nemzeti Bajnokság I | Estadio de Újmecsekalja | 1950     |

## Ciudades hermanadas
- Arad (Rumania)
- Cluj-Napoca (Rumania)
- Dijon (Francia)
- Fellbach (Alemania)
- Graz (Austria)
- Grenoble (Francia)
- Kütahya (Turquía)
- Lahti (Finlandia)
- Lyon (Francia)
- Novi Sad (Serbia)
- Osijek (Croacia)
- Olomouc (República Checa)
- Seattle (Estados Unidos)
- Sliven (Bulgaria)
- Terracina (Italia)
- Tucson (Estados Unidos)
- Tuzla (Bosnia y Herzegovina)

## Capital Europea de la Cultura
| Predecesor: Linz Vilna | Capital Europea de la Cultura junto con Essen y Estambul 2010 | Sucesor: Tallin Turku |